# Dermestes viridis
Dermestes viridis is een keversoort uit de familie spektorren (Dermestidae). De wetenschappelijke naam van de soort werd in 1785 gepubliceerd door Schneider.